# Nacho Llovet
Ignacio Llovet Camp, detto Nacho (Barcellona, 9 maggio 1991), è un cestista spagnolo.

## Carriera
Milita nel Club Joventut de Badalona in Liga ACB. Nel 2011 ha conquistato il FIBA EuroBasket Under 20 con la Nazionale di pallacanestro della Spagna under 20.

## Palmarès
- Liga catalana: 1

Andorra: 2020